# Åke Johansson
Åke Johansson (ur. 19 marca 1928 w Norrköping, zm. 21 grudnia 2014 tamże) – szwedzki piłkarz, obrońca. Członek kadry na MŚ 58. Obdarzany przydomkiem "Bajdoff".
W latach 1955–1965 wystąpił w 53 meczach reprezentacji Szwecji i zdobył jedną bramkę. Debiutował w spotkaniu z Danią 16 października 1955. Znajdował się w kadrze srebrnych medalistów mistrzostw świata rozgrywanych w jego ojczyźnie (bez gry). Przez większość kariery występował w klubie IFK Norrköping, wywalczył z nim sześć tytułów mistrza kraju (1952, 1956, 1957, 1960, 1962, 1963). W 1957 został laureatem nagrody Guldbollen ("Złota Piłka"), przyznawanej przez pismo "Aftonbladet" i Szwedzki Związek Piłki Nożnej.